# Den store beslutning
Den store beslutning er en dansk dokumentarfilm fra 1991, der er instrueret af Lars Brydesen efter manuskript af Troels V. Østergaard.

## Handling
Fem landmænd, der alle har taget beslutningen om at lægge om til økologisk drift, fortæller om deres bevæggrunde til at lægge om, og om deres erfaringer.